# Hrušovany nad Jevišovkou
Hrušovany nad Jevišovkou é uma cidade checa localizada na região de Morávia do Sul, distrito de Znojmo‎.